# 女帝

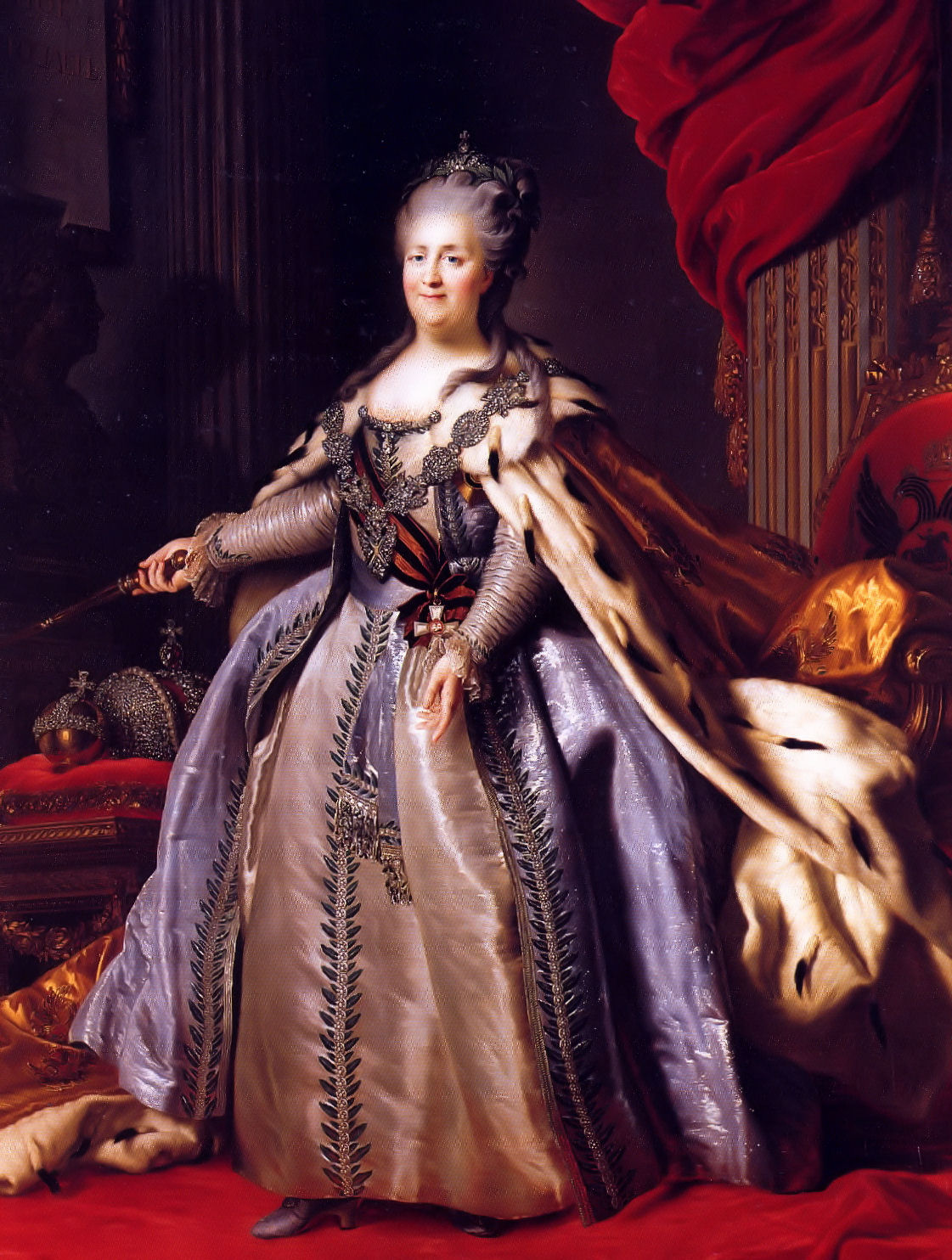
ロシアの女帝エカテリーナ2世。ピョートル3世の「皇后」であったが、政変で夫を廃位して「女性皇帝」となった。

女帝（じょてい）は、女性の皇帝、あるいは天皇のこと。後者の現代的表現としては女性天皇がある。女皇（じょこう）ともいう。

## 概説
ヨーロッパの言語では、一般に女帝と皇后は区別されない（例えば英語ではともに"empress"）が、前者は自らが帝位を有するのに対し、後者は配偶者が帝位を有するのであり、概念上は区別される。表現上も区別する場合には、例えば英語では、女帝は"empress regnant"といい、皇后は"empress consort"という。
前皇帝の血族である女性が即位する場合と、皇帝家の血族ではない皇后が夫などの死後、女帝として即位する場合が多い。ロシアのエカチェリーナ2世や東ローマ帝国のエイレーネーは後者の例である。
また、書によっては女性が皇帝の後見として政治を行う場合に「女帝」と呼ぶ場合もある。このような例には東ローマ帝国がある。
マリア・テレジアは神聖ローマ皇帝ではなくその皇后に過ぎないが、ハプスブルク家の家長として絶大な権威と広大な領土を保持していたことから、日本ではしばしば女帝と呼ばれる。夫のフランツ1世シュテファンは、共同統治者であるだけでなく神聖ローマ皇帝として帝位にもあったが、宮中で軽んじられていた。

## 日本の女帝
- 推古天皇（第33代、在位592年 - 628年） - 第29代欽明天皇の皇女、第30代敏達天皇の皇后
- 皇極天皇（第35代、在位642年 - 645年） - 敏達天皇の男系の曾孫、第34代舒明天皇の皇后
- 斉明天皇（第37代、在位655年 - 661年） - 皇極天皇の重祚
- 持統天皇（第41代、在位686年 - 697年） - 第38代天智天皇の皇女、第40代天武天皇の皇后
- 元明天皇（第43代、在位707年 - 715年） - 天智天皇の皇女、皇太子草壁皇子（天武天皇皇子）の妃
- 元正天皇（第44代、在位715年 - 724年） - 草壁皇子の娘、生涯独身
- 孝謙天皇（第46代、在位749年 - 758年） - 第45代聖武天皇の皇女、女性天皇の中で唯一皇太子からの践祚、生涯独身
- 称徳天皇（第48代、在位764年 - 770年） - 孝謙天皇の重祚、道鏡を重用
- 明正天皇（第109代、在位1629年 - 1643年） - 第108代後水尾天皇の皇女、生涯独身、徳川幕府第2代将軍・秀忠の孫、第3代将軍・家光の姪
- 後桜町天皇（第117代、在位1762年 - 1770年） - 第115代桜町天皇の皇女、生涯独身

## 日本以外の女帝

### 漢字文化圏の皇帝号

#### 中国
- 孝明帝の女児（北魏、528年に男子と偽って皇帝に立てられるが1日で廃位）
- 陳碩真（英語版、中国語版）（唐代初期の反乱指導者、653年に「文佳皇帝」を自称）
- 武則天（武周、在位690年 - 705年）

#### 朝鮮半島諸国
- 善徳女王（新羅女王、在位：632年 - 647年、「聖祖皇姑」を称、外王内帝）[3]

#### ベトナム
- 李昭皇（李朝大越、在位1224年 - 1226年）

### ヨーロッパの皇帝号

#### ローマ帝国とその周辺
- ゼノビア（パルミラ帝国、「アウグスタ」を名乗、在位272年、息子の共同君主）
- 東ローマ帝国
  - エイレーネー（在位797年 - 802年）
  - ゾエ（在位1042年 - 1050年）
  - テオドラ（在位1042年、1055年 - 1056年）
  - テクラ (テオフィロスの娘)（英語: Thekla (daughter of Theophilos)）（ミカエル3世の共同君主）
  - エウドキア・マクレンボリティサ（在位1067年）[4]
- ラテン帝国
  - ヨランド・ド・エノー（在位1217年 - 1219年）[5]
  - カトリーヌ・ド・クルトネー（亡命ラテン女帝、名目上の在位1283年 - 1307年、ギリシャの十字軍国家において女帝として認められた。）
  - カトリーヌ・ド・ヴァロワ＝クルトネー（亡命ラテン女帝、名目上の在位1307年 - 1346年、ギリシャの十字軍国家において女帝として認められた。）
- トレビゾンド帝国
  - テオドラ (トレビゾンド皇帝)（英語: Theodora of Trebizond）（在位1284年 - 1285年）
  - エイレーネー・パレオロギナ（英語: Irene Palaiologina of Trebizond）（在位1340 - 1341年）
  - アンナ (トレビゾンド皇帝)（英語: Anna Anachoutlou）（在位1341年、1341年 - 1342年）
- マリア・アンゲリナ（英語: Maria Angelina Doukaina Palaiologina）（エピロス専制侯国、君主号で「バシリサ」を名乗、在位1384年 - 1385年、当時東ローマ女帝の称号が「バシリサ」）
- テッサロニキ（東ローマ帝国の二重政府）[6]
  - ヴィオランテ・ディ・モンフェラート（自治的な統治者として「アウグスタ」）[7]
  - アンナ・ディ・サヴォイア（自治的な統治者として「アウグスタ」）[8]

#### ロシア
- イリナ・ゴドゥノヴァ（ロシア・ツァーリ国、1598年の夫の死後に一時的に在位）
- ロシア帝国
  - エカチェリーナ1世（在位1725年 - 1727年）
  - アンナ（在位1730年 - 1740年）
  - エリザヴェータ（在位1741年 - 1762年）
  - エカチェリーナ2世（在位1762年 - 1796年）

#### 南ヨーロッパ
- ウラカ（カスティーリャ＝レオン女王、在位：1109年 - 1126年、「全ヒスパニアの皇帝（英語: Emperor of All Spain）」を名乗った女皇帝）

#### その他
- ヴィクトリア（インド帝国、イギリス女王が「インド女帝」を兼摂、インド女帝として在位1877年 - 1901年）
- ビ・ソンバイ（Bi Sonbai）（インドネシア・西ティモールのソンバイ（英語版）の首長、「カイゼリン（keizerin）」）[9]
- 北アメリカのアコマック族（英語: Accomac people）の首長
  - タビティ・アビー（Tabbity Abby）（「エンプレス（empress）」）[10]
  - メアリー（Mary）（「エンプレス（empress）」）[11]
- クルマンジャン・ダッカ（英語版）（キルギス・アライの首長、「アライのツァリーツァ」）
- ブルガリアのヘレナ (セルビア皇后)（英語版）（セレス、自治的な統治者として「ツァリーツァ」）

### 中東の皇帝号

#### ペルシア
- ムサ (パルティア、女性の諸王の王、息子の共同君主）
- サーサーン朝（女性の諸王の王）
  - ボーラーン（在位630年、631年 – 632年）
  - アーザルミードゥフト（在位630年 - 631年）
- パードシャー・ハトゥン（英語版）（ケルマーン・カラヒタイ朝のハトゥンだがパーディシャーの称号も使用、在位1292年 - 1295年）

#### コーカサス諸国
- グルジア王国（女性の諸王の王）
  - タマル （在位1184年 - 1213年）
  - ルスダン（在位1223年 - 1245年）
- タマル2世（英語版） (カルトリ王国、女性の諸王の王）

#### アフリカ
- クレオパトラ7世（プトレマイオス朝、女性の諸王の王）
- ザウディトゥ（エチオピア帝国、女性の諸王の王、在位1916年 - 1930年）

#### インド
- ラズィーヤ（奴隷王朝のスルターンだがパーディシャーの称号も使用、在位1236年 - 1240年）
- バラマハデヴィ（英語: Ballamahadevi）（アルパ王朝（英語: Alupa dynasty）、女性の諸王の王）
- バウマ・カラ王朝（英語: Bhauma-Kara dynasty）（女性の諸王の王）
  - トリブヴァナ・マハデヴィ1世（英語: Tribhuvana Mahadevi I）
  - トリブヴァナ・マハデヴィ2世（英語: Tribhuvana Mahadevi II）
  - トリブヴァナ・マハデヴィ3世（英語: Tribhuvana Mahadevi III）
  - ガウリ・マハデヴィ（英語: Gauri Mahadevi）
  - ダンディ・マハデヴィ（英語: Dandi Mahadevi）
  - ヴァクラ・マハデヴィ（英語: Vakula Mahadevi）
  - ダルマ・マハデヴィ（英語: Dharma Mahadevi）

### 女帝位請求者
- 大韓帝国の李海瑗
- ブラジル帝国のイザベル・ド・ブラジル
- メキシコ帝国のマリア・ホセファ・デ・イトゥルビデ
- ロシア帝国のマリヤ・ウラジーミロヴナ・ロマノヴァ

## 比喩
現代の社会において、一定の地位（会社経営など）で活躍する女性を例えて「女帝」と表現することもある。（例、東京都知事の小池百合子。小池を取り上げた『女帝 小池百合子』と題する本がある。）